# مسجل بيانات درجة الحرارة

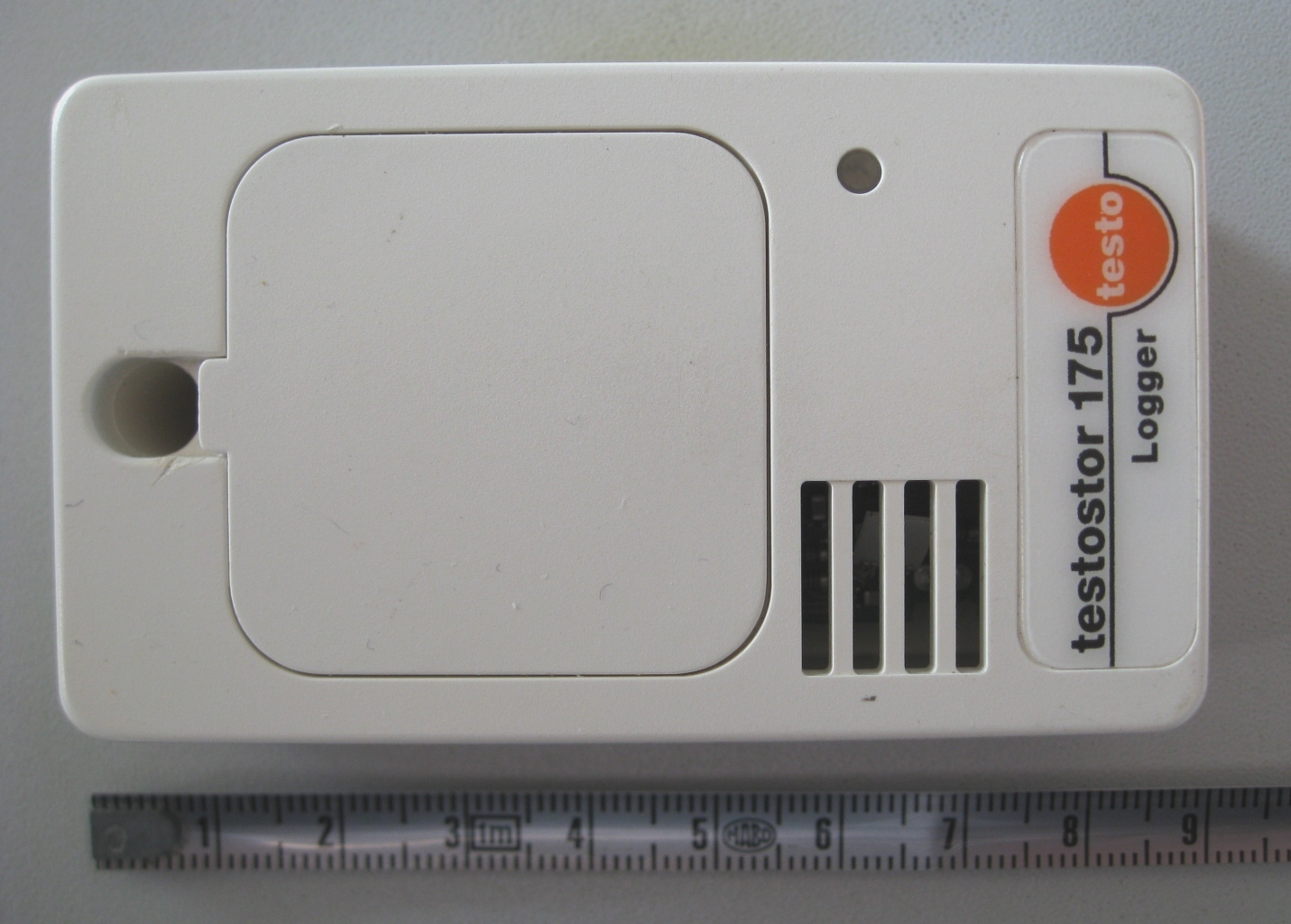
مثال مسجل بيانات درجة حرارة صغير

مسجل بيانات درجة الحرارة التطبيق الأكثر شيوعاً للاستخدام في العالم اليوم لتسجيل درجة الحرارة . ويستخدم لتسجيل الحرارة في المصانع و المكاتب ، و المستشفيات ، والمتاحف والنقل البري، وفي الهواء الطلق للرصد البيئي . وتسمى أيضا شاشة درجة الحرارة ، هو أداة قياس محمول ويمكنه تسجيل درجة الحرارة بشكل مستقل على مدى فترة محددة من الزمن. وكما يمكن استرجاع البيانات الرقمية، وعرضها ثم تقييمها بعد أن تم تسجيلها. مسجل بيانات يستخدم عادة لرصد شحنات في سلسلة باردة وجمع بيانات درجة الحرارة في الظروف الميدانية المتغيرة.

## البناء
مجموعة متنوعة من المكونات المتاحة. معظمها داخلي مزود بمقاوم حراري أو مزدوج حراري و يمكن ان تكون مرتبطة بمصادر خارجية . يتم أخذ القياسات وأخذ العينات بشكل دوري وتخزينها رقميا. بعضها يوجد مضمن معه عارض بيانات تحذيرات أو مدى نطاق الخروج الهندسي المسموح . وكما يمكن استرجاع البيانات بواسطة أنظمة الكابلات، والتوصيل اللاسلكي، الخ.. وهو عموما صغير ومحمول، ومزود ببطارية تعمل بالطاقة ، ومجهز بمعالج، و ذاكرة داخلية لتخزين البيانات ، وأجهزة استشعار . بعض مسجلات البيانات متصلة مع أجهزة الكمبيوتر الشخصية أو الهواتف الذكية لمجموعة المتابعة، والمراقبة، والتحليل.
وتشمل بعض أجهزة الاستشعار الأخرى مثل الرطوبة النسبية و الرياح ، و الضوء ، الخ . واخرى قد يكون لها سجل إدخال من أجهزة GPS.
اعتمادا على الاستخدام، يحكمها نظام إدارة الجودة تحتاج احيانا لمعايرة مقارنة بالمعايير العالمية والالتزام بالبروتوكولات الرسمية للتحقق والتثبت.
وتعتمد خيارات مسجلات بيانات درجة الحرارة على عوامل كثيرة، مثل:
- التكلفة
- إعادة الاستخدام
- عمر البطارية
- سهولة الاستخدام؛ الإنشاء، سهولة القراءة، تحميل البيانات وتحليلها، الخ
- نطاق درجة الحرارة
- الكفاءة والدقة – مدى موافقة الدرجة المسجلة مع درجة الحرارة الفعلية
- زمن الاستجابة - الوقت اللازم لموافقة درجة الحرارة المسجلة مع الحقيقية
- مقاومة الصدمات و الاهتزاز
- مقاومة للماء - الرطوبة، التكثيف، الخ
- الحجم والوزن و التركيب
- الشهادات، المعايرة، الخ
- البرامج

## الاستخدامات

### الرصد البيئي
يمكن أن تؤخذ مسجلات البيانات المستقلة إلى المواقع المتنوعة التي لا يمكن بسهولة دعمها بأجهزة رصد درجات الحرارة الثابتة .
تطبيقات مسجل بيانات درجة الحرارة النموذجية تشمل :
الجبال و الصحاري ، والغابات ، والمناجم ، وتدفقات الجليد ، الخ
تستحدم مسجلات البيانات المحمولة أيضا في الصناعة والمختبرات والأوضاع المرغوب فيها للتسجيل في المستقل.

### استخدام مسجل بيانات درجة الحرارة في المصانع
رصد وتسجيل درجات الحرارة أمر حيوي في العديد من عمليات التصنيع. في صناعة الأغذية غالباً ما يستخدم مسجل بيانات درجة الحرارة لضمان أن يتم تخزين الأغذية غير المجهزة في درجة الحرارة الصحيحة في مخازن التبريد . و يستخدم أيضا في الأفران وخطوط الإنتاج لضمان ان الغذاء تم تسخينه إلى درجة الحرارة الصحيحة طول الفترة الزمنية المطلوبة

### مراقبة الشحنات
درجة حرارة المنتجات الحساسة مثل الأطعمة , المستحضرات الصيدلانية,
وغالبا ما يتم رصد بعض المواد الكيميائية أثناء الشحن والعمليات اللوجستية . لان التعرض لدرجات حرارة خارج النطاق المقبول، لفترة زمنية حرجة، يمكن أن تتحلل المنتج أو تقصر مدة الصلاحية . اللوائح والعقود تجعل رصد درجات الحرارة إلزامي بالنسبة لبعض المنتجات.
مسجلات البيانات غالبا ما تكون صغيرة بما يكفي لتوضع داخل حاوية شحن معزولة أو تلحق مباشرة بمنتج داخل شاحنة تبريد أو حاوية مبردة. هذا رصد لدرجة حرارة للمنتجات التي تم شحنها. يتم وضع بعض مسجلات بيانات على السطح الخارجي للطرد أو في شاحنة أو حاويات وسائط متعدد لرصد درجة حرارة الهواء . وضع مسجلات البيانات وأجهزة الاستشعار أمر بالغ الأهمية : أظهرت الدراسات أن درجات الحرارة داخل شاحنة أو حاوية الوسائط تتأثر بشدة القرب من الجدران الخارجية والسقف وفي مواقع على بوليصة الشحن
.

### الكتب والمراجع العامة
- ASTM D3103, Standard Test Method for Thermal Insulation Performance of Packages
- McMillan, Gregory K, "Advanced Temperature Measurement and Control", 2010, ISA
- ISTA Guide 5B: Focused Simulation Guide for Thermal Performance Testing of Temperature Controlled Transport Packaging,
- Lockhart, H., and Paine, F.A., "Packaging of Pharmaceuticals and Healthcare Products", 2006, Blackie, ISBN 0-7514-0167-6
- Yam, K. L., "Encyclopedia of Packaging Technology", John Wiley & Sons, 2009, ISBN 978-0-470-08704-6